# دلفو بلینی

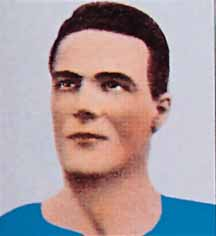
دلفو بلینی

دلفو بلینی (به ایتالیایی: Delfo Bellini) بازیکن فوتبال و اهل ایتالیا است که از سال ۱۹۲۴ میلادی عضو تیم ملی فوتبال ایتالیا بوده و در ۸ بازی ملی حضور داشته‌است. او در بازی‌های ملی‌اش گلی به ثمر نرساند.
دلفو بلینی آخرین بازی ملی خود را در سال ۱۹۲۷ میلادی انجام داد.